# کرم‌جوان (هریس)
کرم‌جوان یکی از روستاهای استان آذربایجان شرقی است که در دهستان باروق بخش مرکزی شهرستان هریس شهرستان هریس واقع شده‌است.در وقف  نامه  ربع  رشیدی  نوشته  رشیدالدین  فضل  اله  همدانی (قرن هفتم هجری) از کرم جوان با نام های "گرماوجان" و "کرماج قران" یاد شده ور ردیف  شماره ۲۸ صورت موقوفات ربع رشیدی چنین آمده است:" قریه گرماوجان از از ناحیه جان و براغوش از توابع بلده سراه از بلاد آذربایجان، حدودش متصل به اراضی قریه کلوانق علیا و به اراضی قریه کوج و به اراضی قریه زرنق وبه نهر سراه رود، با جمیع توابع و لواحق و مضافات و منسوبات و متعلقات."